# Castromocho
Castromocho – gmina w Hiszpanii, w prowincji Palencia, w Kastylii i León, o powierzchni 50 km². W 2011 roku gmina liczyła 247 mieszkańców.